# Kernkraftwerk Krško
Das Kernkraftwerk Krško [ˈkərʃkɔ] (slowenisch Jedrska elektrarna Krško (JEK), auch Nuklearna elektrarna Krško (NEK), kroatisch Nuklearna elektrana Krško) wurde in den 1970er Jahren im damaligen Jugoslawien erbaut und gehört jeweils zur Hälfte Kroatien und Slowenien. Offiziell wird das AKW vom Unternehmen GEN energija d. o. o. in Krško betrieben. Das Kraftwerk hat eine elektrische Nettoleistung von 696 MW.
Krško liegt in Slowenien, Luftlinie etwa 20 km von der kroatischen Grenze, 40 km westlich von Zagreb und 260 km südlich von Wien.

## Geschichte

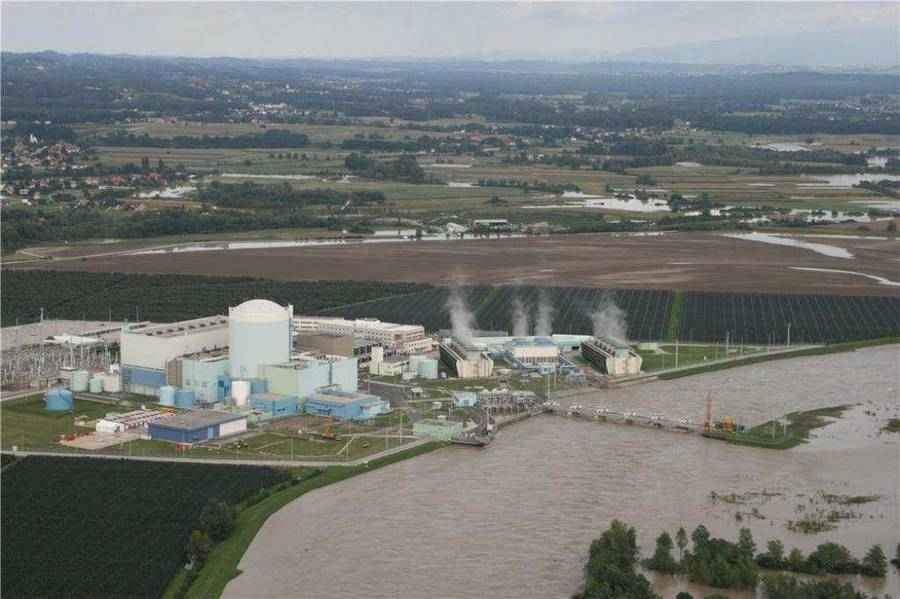
Das Kernkraftwerk während eines Savehochwassers 2010

Der Druckwasserreaktor der US-amerikanischen Firma Westinghouse wurde in den 1970er Jahren als 50:50-Projekt der beiden jugoslawischen Teilrepubliken Kroatien und Slowenien errichtet und 1981 in Betrieb genommen. Die Planung des Kraftwerks wurde von der amerikanischen Gilbert Associates Inc. geleistet. Die Bauausführung wurde von den jugoslawischen Unternehmen Gradis und Hidroelektra erbracht. Die Montage führten die ebenfalls jugoslawischen Unternehmen Hidromotaža und Đuro Đaković durch.
Das Kernkraftwerk Krško war das einzige Kernkraftwerk Jugoslawiens; es lieferte Ende der 1980er Jahre 20 % des Stromverbrauchs der SR Slowenien und 18 % des Stromverbrauchs der SR Kroatien, insgesamt entsprach dies 5 % des Gesamtverbrauchs von Jugoslawien.
Zwischen 1981 und 1989 wurde der Reaktorbetrieb mehr als 70 Mal unterbrochen. Eine Betriebserlaubnis soll 1989 noch nicht vorgelegen haben.
Im Zuge des Zerfalls Jugoslawiens ab 1991 kam es mehrmals zu Streitigkeiten zwischen den nun selbstständigen Republiken über das Kraftwerk. Dabei ging es um ausstehende Stromzahlungen und Teilübernahme der Betriebskosten von Kroatien. Im Jahre 2001 wurden rechtliche und betriebstechnische Fragen von den Regierungen geklärt. Seit 2003 beliefert das Kraftwerk wieder beide Eigentümer.
Das Kraftwerk deckt ca. 40 % des slowenischen und ca. 15 % des kroatischen Strombedarfs.
Der Kernreaktor wurde bei Planung und Bau für 40 Jahre Betriebszeit ausgelegt.
Der Eigentümer des Kernkraftwerks wollte (Stand 2009) einen zweiten Reaktor am Standort errichten. Es wurde dabei von Investitionen in Höhe von 2,5 Milliarden Euro ausgegangen. Der Reaktor sollte eine Leistung zwischen 1200 MW und 1500 MW haben und östlich des bestehenden gebaut werden. Im August 2009 wurde für den Bau des Blockes eine italienische Partnerschaft ins Gespräch gebracht; über das Projekt sollte frühestens 2013 oder 2014 entschieden werden. Für den bestehenden Block wurde vom Kraftwerksbetreiber eine Verlängerung der Betriebserlaubnis bis zum Jahr 2043 beantragt.
Am 21. Juli 2015 wurde bekannt, dass sich der slowenische Infrastrukturminister Peter Gašperič und sein kroatischer Kollege Ivan Vrdoljak bei einem Treffen in Krško geeinigt haben, das Kraftwerk noch bis 2043 zu betreiben; das AKW sei „sicher und wirtschaftlich“.
Stand 2023 ist eine Erweiterung um einen Block vorgesehen, wobei sich Slowenien und Kroatien die Kosten teilen. Im Gegenzug überlässt Kroatien Slowenien einen Teil des LNG-Terminals auf der Insel Krk zur Nutzung für slowenische Bedürfnisse.

## Risiko
Das Kernkraftwerk ist besonders deshalb umstritten, weil es in einem erdbebengefährdeten Gebiet steht. Nach dem PHARE-Abschlussbericht über die geophysikalische Untersuchung des Gebiets von Krško sind jedoch am „Standort des Kernkraftwerks keine größeren seismogenen Risikofaktoren festzustellen“. Nach der IAEO entsprach die Sicherheit des Kernkraftwerks 2007 allen internationalen Standards und höchsten Sicherheitsforderungen.
Unter anderem von der Wiener Umweltanwaltschaft wurden 2008 schwere Bedenken zur seismischen Stabilität des Standortes geäußert. Insbesondere die zu erwartenden größten Magnituden überstiegen demnach die bei der Planung verwendeten Werte.
Greenpeace Slowenien gab eine Untersuchung in Auftrag. Diese bestätigt, dass das AKW Krško einem starken Erdbeben, welches in Slowenien durchschnittlich ca. alle 200 Jahre auftritt, nicht standhalten würde. Nach dem Beginn der Nuklearkatastrophe von Fukushima (2011 in Japan) plädierte Greenpeace in einem offenen Brief an den slowenischen Ministerpräsidenten Borut Pahor gegen einen zweiten Reaktorblock (NEK 2).
Im Jahre 2013 wurde bekannt, dass sich das französische Institut für Nuklear- und Strahlensicherheit IRSN angesichts der aktiven tektonischen Verwerfung Libna gegen den Bau eines zweiten Reaktorblockes ausgesprochen hat. Das IRSN hat auf Veranlassung von GEN energija mehrere Jahre lang geomechanische, geologische und seismische Untersuchungen für mögliche Standorte eines zweiten AKWs durchgeführt. Der slowenische (Geološki zavod Slovenije) und der französische geologische Dienst (Bureau de recherches géologiques et minières), die auch Mitglied des Konsortiums sind, stimmen dieser Beurteilung nicht zu. Mittlerweile hat GEN energija die Zusammenarbeit mit dem IRSN aufgekündigt.

## Atomares Zwischenlager
Stand Anfang 2010 wurden die verbrauchten Brennelemente noch auf dem Kraftwerksgelände gelagert. Der Bau und die Sicherheit eines atomaren Zwischenlagers (slow. NSRO = Lager für niedrig- und mittel-strahlende radioaktive Abfälle) für abgebrannte Brennstäbe auf dem Gelände des KKW Krško ist auch in Slowenien umstritten.
Es war geplant, ein Zwischenlager in Vrbina zu errichten und 2013 in Betrieb zu nehmen. Bis Ende 2013 wurde mit dem Bau nicht begonnen. Die Kosten für ein solches Lager werden auf 146 Mio. Euro nur für den slowenischen Anteil geschätzt.

## Zwischenfälle
- 1989 wurde als korrekte Reaktion auf eine betriebliche Störung ein Ventil zur Druckentlastung des Reaktorkreislaufs druckbedingt geöffnet. Nach Abbau der Druck-Transiente blieb es (wie vor dem Kernschmelzunfall 1979 in Three Mile Island) unvorgesehen in offener Stellung stecken. Aufgrund des damit verbundenen Kühlwasserverlustes schaltete sich die Notkühlung automatisch zu (sie wurde – hier im Gegensatz zu Three Mile Island – vom Personal nicht irrtümlich wieder abgeschaltet). Nach circa fünfzehn Minuten schloss sich das Ventil doch noch und die Notkühlung hatte den Reaktorkreislauf einigermaßen nachgefüllt. Leicht radioaktives Wasser war nach dem Störfall durch Abgabe in den benachbarten Fluss Save aus dem Containment-Sumpf zu entfernen. (Quelle: SKI-Report IRS)

- Am 25. September 1995 kam es durch Leittechnikfehler zu einem ungewollten Ventilschluss in einer der beiden Leitungen, die den erzeugten Dampf zur Turbine abführen. Dies führte zu einer nur kurzfristigen Störung des thermischen Gleichgewichtes im Reaktorkreislauf (mit kurzzeitiger Öffnung eines Druckentlastungsventils), weil rund 1,3 Sekunden später die Reaktorschnellabschaltung wirksam wurde. Hätte diese verspätet oder gar nicht funktioniert, wären ernsthafte Probleme aufgetreten: Der genannte Leitungsverschluss verhindert nämlich die normale Vorwärmung des in den Dampferzeuger und via Wärmeaustausch dort in den Reaktorkreislauf führenden Speisewassers aus einem Abzweiger der Dampfleitung. Diese Abkühlung des Speisewassers hat kernphysikalisch zur Folge, dass die Reaktorleistung durch Überkritikalität schnell zunimmt. Daraus kann sich ein auslegungsüberschreitender Unfall entwickeln.[19]

- Am 10. April 2005 unterliefen dem Personal bei einem Turbinenabschalttest einige Fehler. Das verursachte einen Turbinenschnellschluss, was wiederum die Schnellabschaltung des Reaktors, die Speisewasserisolation mit Auslösung der Notspeisung und eine kürzerfristige Aktivierung der Hochdrucknotkühlung zur Folge hatte.[20]

- Am 4. Juni 2008 um 15:07 Uhr[21] kam es zu einem Kühlmittelverluststörfall. Im Hauptkühlsystem (Primärkreislauf) war Kühlflüssigkeit ausgetreten und die Reaktorleistung daraufhin gedrosselt worden. Der Reaktor wurde heruntergefahren und um 20:10 Uhr komplett abgeschaltet, um die Ursache für das Problem untersuchen zu können.[22] Laut Angaben der slowenischen Atomaufsichtsbehörde wurde das ausgetretene radioaktive Wasser durch das Containment, einen Sicherheitsbehälter, aufgefangen. Es habe keinerlei Auswirkungen außerhalb des Kernkraftwerkes gegeben.[23] Der Vorfall wurde als „ungewöhnlich“, der niedrigsten Gefahrenstufe, eingestuft. Dabei habe keine Gefahr für das Personal des Kernkraftwerks bestanden. Das Leck befand sich im Isolationsventil einer Sammelleitung für Temperaturmessstellen, nahe einer der beiden Hauptkühlmittelpumpen, und es traten dort etwa 3 m³/h aus.[24] Um es reparieren zu können, war ein Herunterfahren in den kalten Zustand notwendig.[25] Die slowenische Atomsicherheitsbehörde (SNSA) informierte im Laufe des Nachmittags die IAEO, das System zum Informationsaustausch bei radioaktiven Vorfällen ECURIE (European Community Urgent Radiological Information Exchange) und die Nachbarstaaten von dem Unfall.[25][26] Es war die erste Aktivierung dieses Informationssystems seit seiner Einführung nach der Katastrophe von Tschernobyl. Im „NEWS-System“ der IAEO hat Slowenien den Vorfall als ein meldepflichtiges Ereignis der Stufe 0 auf der Internationalen Bewertungsskala für nukleare Ereignisse eingestuft.[27] Verwirrung herrschte im Informationsfluss, denn während über ECURIE ein Störfall gemeldet wurde, wurden die Nachbarstaaten irrtümlich über einen Übungsfall informiert.[28] Die Kosten des Zwischenfalls werden auf 12 Millionen Dollar geschätzt.[29]

- Am 25. Februar 2013 kam es durch eine Störung bei einem Ventil zu einer Schnellabschaltung.[30]

- Im Oktober 2013 wurden während der routinemäßigen jährlichen Wartung mechanische Beschädigungen an drei Kernbrennstäben entdeckt. Im Bericht der zuständigen Behörde[31] heißt es dazu, „dass während des 26. Brennzyklus am 18. Juli 2012 ein sprunghafter Anstieg der Aktivität der Isotopen von Xenon und Jod festgestellt worden sei. Deren Aktivitäten sind bis zum Jahresende 2012 weiter ständig angestiegen“. Man wertete den Anstieg der Radioaktivität im Primärkreislauf als Hinweis, dass ein oder zwei Brennstäbe (von insgesamt 235 pro Brennelement; es gibt 121 Brennelemente) undicht geworden seien. Bereits in der Vergangenheit sei es zu mechanischen Beschädigungen von Brennstäben, deren Durchmesser ca. 1 cm beträgt, gekommen; diese seien aber weniger schwerwiegend gewesen.[32] Einer der drei beschädigten Brennstäbe liegt mittlerweile auf dem Boden des Abklingbeckens. Die Gründe für die geschilderten Beschädigungen sind noch unbekannt, sie liegen möglicherweise am leicht veränderten neuen Reaktordeckel oder an einem Fremdteil, z. B. einem Stück Stahl, das während der regelmäßigen Wartungen im Reaktor vergessen worden ist. Die Brennstäbe sind außerdem einem verhältnismäßig starkem Kühlwasserdruck während des Betriebes ausgesetzt, so dass diese brechen können, wenn sie nicht ordnungsgemäß gefertigt worden sind.[33] Behelfsmäßig wurden alle leckenden Brennstäbe entfernt, vier Brennelemente werden an der Stelle, an welcher der Wasserdruck am stärksten war, durch den Einbau von vier leeren Brennstäben, mechanisch stabilisiert. Dieses Provisorium sollte bei der nächsten routinemäßigen Wartung 2015 grundlegend gelöst werden.[34]

- Zwischen 2014 und 2020 ereigneten sich mehrere Erdbeben in der Kraftwerks-Zone.

- Im Februar 2017 kam es zu einer Notabschaltung nach einem Problem im Kühlsystem.[35]
- Am 4. Oktober 2023 wurde das Kraftwerk zur Lokalisierung eines Lecks im Primärkreislauf bis auf weiteres abgeschaltet.[36]

## Daten der Reaktorblöcke
Das Kernkraftwerk Krško verfügt über einen Block:
| Reaktorblock | Reaktortyp         | Netto- leistung | Brutto- leistung | Baubeginn  | Netzsyn- chronisation | Kommer- zieller Betrieb | Abschal- tung  |
| ------------ | ------------------ | --------------- | ---------------- | ---------- | --------------------- | ----------------------- | -------------- |
| Krško        | Druckwasserreaktor | 688 MW          | 727 MW           | 30.03.1975 | 02.10.1981            | 01.01.1983              | (2043 geplant) |